# Anwar Wagdy
Anwar Wagdy (em árabe: أنور وجدى pronunciado [ˈʔɑnwɑɾ ˈwæɡdi]) (11 de outubro de 1904 - 14 de maio de 1955) foi um ator, escritor, diretor e produtor egípcio.

## Vida
Anwar nasceu no distrito do Cairo de El Daher. Ele era de descendência síria. Seu pai, Yehia Wagdy El-Fattal, imigrou para o Egito da Síria com sua família no século 19 por razões económicas. A mãe egípcia de Anwar, Muhiba El-Rikaby, era do Cairo. Anwar cresceu muito pobre e era conhecido por sua extraordinária ambição e desejo de acumular riqueza. Anwar Wagdy estave casado com as atrizes egípcias Elham Hussein, Leila Mourad (três vezes) e Leila Fawzy. Ele morreu com 51 anos, na Suécia, enquanto procurava tratamento para doença renal policística.

## Carreira
Anwar Wagdy começou sua carreira de ator como extra em 1922 na produção da Youssef Wahbi Theatre Company de Júlio César. Ele rapidamente saltou para o estrelato e desempenhou papéis de liderança e/ou dirigiu 92 filmes egípcios entre 1932 e 1955.  Ele conseguiu um sucesso particular em parceria com sua esposa, a lenda egípcia Leila Mourad.
Youssef Wahbi dirigiu seu primeiro filme: "Defesa" em 1934 e chamou "Anwar Wagdy" para participar desse filme com ele. Após o fracasso de um filme causou alguns problemas financeiros para Youssef Wahbi e produtor, o que resultou em Anwar para se juntar ao National Force Theatre, que foi fundado em 1935. Anwar Wagdi descobriu que o cinema é mais adequado ao seu talento e mais em sintonia com o seu aspirações por causa de sua popularidade e sua capacidade de atingir um público mais amplo.
Ao longo desse período, ele fez "Wings of the Desert", em 1939.  Anwar Wagdy tornou-se uma estrela, como diretores da exploração de seus looks, recursos bonitos e suaves na prestação dos papéis do rico aristocrata indiferente a qualquer símbolo do mal. E o avô estabeleceu sua produção de "filmes das Nações" e produziu, dirigiu e atuou em vários filmes em conjunto com sua esposa, Laila Murad, com quem se casou enquanto filmava a primeira: "A seguinte é a pobre menina".

## Filmografia
Como ator
- Agnihat el sahara (1939)
- El warsha (1941)
- Leila fil zalam (1944)
- Kedb fi kedb (1944)
- Gharam wa intiqam (1944)
- Tahia el rajala (1945)
- Ragaa (1945)
- Madinat el ghajar (1945)
- Lailat el jumaa (1945)
- Lailat el haz (1945)
- Kubla fi Lubnan (1945)
- Kataltu waladi (1945)
- El-qalb louh wahid (1945)
- El hayat kefah (1945)
- Bayn narayn (1945)
- Aheb el baladi (1945)
- Sirr abi (1946)
- Leila bint el fukara (1946)
- El zalla el kabira (1946)
- Aroussa lel ajar (1946)
- Ard el Nil (1946)
- Ana wa ibn ammi (1946)
- Leila bint el agnia (1947)
- Kalbi dalili (1947)
- Fatmah (1947) .
- Talak Suad hanem (1948)
- El hawae wa el chabab (1948)
- Ghazal Al Banat (1949) .
- Shebbak habibi (1951)
- El sabaa effendi (1951)
- Amir el antikam (1951)
- Raya wa Sekina (1953)
- Dahab (1953)
- Kuloub el naas (1954)
- Khatafa mirati (1954)
- El Wahsh(1954)
- Arbah banat wa zabit (1954)

Como diretor
- Leila bint el fukara (1946)
- Leila bint el agnia (1947)
- Kalbi dalili (1947)
- Talak Suad hanem (1948)
- Ghazal Al Banat (1949)
- Yasmine (1951)
- Lailet el henna (1951)
- Katr el nada (1952)
- Habib el ruh (1952)
- Dahab (1953)
- Bint el akaber (1953)
- Arbah banat wa zabit (1954)

Como escritor
- Ghazal Al Banat (1949)